# 実践女子学園中学校・高等学校
実践女子学園中学校・高等学校（じっせんじょしがくえんちゅうがっこう・こうとうがっこう）は、東京都渋谷区東に所在し、中高一貫教育を提供する私立女子中学校・高等学校。
高等学校において、生徒を募集しない完全中高一貫校。

## 沿革
- 1899年（明治32年） - 帝国婦人協会の事業として下田歌子が私立実践女学校ならびに女子工芸学校を現在の千代田区麹町に創設
- 1902年（明治35年） - 現在地の渋谷常磐松に移転
- 1903年（明治36年） - 実践女学校・女子工芸学校を合併改組し実践女学校中等部となる
- 1947年（昭和22年） - 学制改革により実践女子学園中学校に改組
- 1948年（昭和23年） - 学制改革により実践女子学園高等学校に改組
- 1999年（平成11年） - 創立100周年記念

## 部活動

### 中学校
- バスケットボール部
- バレーボール部
- バドミントン部
- ソフトテニス部
- 硬式テニス部
- ダンス部
- 器械体操部
- 卓球部
- 水泳部
- 剣道部
- 理科部
- 数学部
- 被服部
- 家政部
- 英語部
- 国語文芸部
- フォークソング部
- 合唱部
- 演劇部
- 写真部
- 放送部
- 美術部
- 陶芸部
- 工芸部
- 映画研究部
- 室内楽部
- 吹奏楽部
- 書道部
- 華道部
- 箏曲部
- 茶道部
- 能楽部
- 和装着付部

### 高等学校
- バスケットボール部
- バレーボール部
- バドミントン部
- ソフトテニス部
- 硬式テニス部
- 卓球部
- ゴルフ部
- ダンス部
- 器械体操部
- 水泳部
- 剣道部
- 太極拳同好会
- 国語文芸部
- 家政部
- 自然科学部
- 吹奏楽部
- 室内楽部
- 軽音楽部
- 合唱部
- 美術部
- マンガ部
- 映画制作部
- 写真部
- 演劇部
- マジック部
- 華道部
- 箏曲部
- 茶道部

高校吹奏楽部は2010年（平成22年）から5年連続ディズニーで演奏した。

## 交通
- JR・東急・東京メトロ・京王井の頭線 各線渋谷駅 徒歩10分
- 東京メトロ表参道駅 徒歩12分

## 著名な出身者

### 芸能・メディア
芸能
- 浜田百合子（女優）
- 利根はる恵（女優）
- 旭輝子（女優、松竹歌劇団）※中退
- 塩沢とき（女優・タレント）
- 若山セツ子（女優）
- 渡辺美佐子（女優）
- 水城リカ（女優・モデル）
- 高林由紀子（女優、旧芸名：林千鶴）
- 東てる美（女優）
- 河合亞美（女優、別名：藤間絢也）
- 宮田愛（女優）
- 夏菜（女優、旧芸名：渡辺夏菜）※中学まで
- 初風緑（女優、宝塚歌劇団）
- 真琴つばさ（女優、宝塚歌劇団）
- 煌雅あさひ（女優、宝塚歌劇団）
- 夢涼りあん（女優、宝塚歌劇団）
- 椿火呂花（女優、宝塚歌劇団）

伝統芸能
- 根岸登喜子（邦楽家）

放送
- 石川小百合（フリーアナウンサー）
- 笹崎里菜（元日本テレビアナウンサー）
- 三宅直子（脚本家、シナリオライター）

### その他
- 松平佳子（実業家、元公族）
- 染谷絹代（政治家、島田市長）